# Селония (земля)
Селония, также Селия, земля Селов или Селене (латыш. Sēlija, Sēlene, лит. Sėla, лат. terra, que Selen dicitur, нем. Sêlen lant) — историческое объединение нескольких краёв на территории современных Латвии и Литвы, где проживали селы. Политический и военный центр в XΙΙΙ веке был Селпилс (лат. castrum Selonum), который находился возле берегов Даугавы. В 1218 году в Селонии основали Селонское епикопство (лат. episcopatus seloniensis), в 1251 году её присоединили к Рижскому архиепископству. Заключая договор, южную Селонию в 1255 году Ливонскому ордену подарил король Литвы Миндовг. Эти южные земли Ливонский орден окончательно потерял в 1435 году после разгрома в битве под Вилькомиром.

## Археологическая Селония
В Селонии найдено 28 городищ и некоторое количество могильников. Археологический материал позволяет исследовать селов с первого тысячелетия, когда они занимали довольно просторный ареал как в исторической Селонии, так и на правом берегу Даугавы. Пребывании селов на правом берегу подтверждает также хроника Ливонии и неглубокие селонские выговоры латышского языка в восточной и юго-восточной Видземе.
C I—IV века западная Селония входила в ареал культуры курганных погребений предшественников жемайшев, земгалов и селов. Центральной и восточной Селонии характерна культура шнуровой керамики балтского ареала. До восточной окраины края доходила и культура балтов днепро-двинского ареала.
Начиная с периода среднего железного века (V века) у селонских захоронений много общего с могильниками латгалов (направление захоронения, инвентарь могил и другое) и аукштайтов. Отличительной чертой селов была традиция помещать у ног покойных пожертвования, в том числе орудия труда.
В исследованных могильниках того периода (Страутмали в Дигнае, Витанишкьи в Скрудалиене, могильник Леясдопельи в Стабурагсе, Приедниеки в Абели и другие) многие артефакты характерны не только для селонской, но и для латгальской материальной культуры — лентообразный спиральный венок, шейные гривны с сплющенными, петлеобразными, седловина-крюкообразными концами, дугообразный цепедержатель, браслеты с звериными головами, наплечное покрывало, браслет воина и в разрезе полушаровидные браслеты, с бронзой кованные пояса, топоры и копья, иногда меч.

## Земли Селонии в XΙΙ—XΙΙΙ веках
С X—XΙΙΙ веков в Селонии образовалось несколько земель с около 30 городищами. Названия этих земель сохранились в документах XΙΙΙ, XΙV, XV столетий. Границы этих земель можно установить лишь приблизительно.
- Алектене, на латинском языке Alecten, Allicten (ныне Илукстский край в Латвии и часть прилегающего Рокишскского района в Литве)
- Калве, Calve, Calre, Calven (ныне холм Селонии (Sēlijas paugurvalnis), частично включающий Екабпилсский край, Виеситский край Неретский край и Акнистский край в Латвии и часть Рокишскского района в Литве)
- Медене, Meddene, castrum Medene (ныне часть Вецумниекского края, Бирзгальская волость, Серенская волость и Яунелгава в Латвии и часть Биржайского района в Литве)
- Ницгале, Nitzegale, Nitcegale, Nicxegale (ныне на левом берегу Даугавы в Латвии, подчинялась Ницгальскому замку)
- Пелоне, Pelone (бассейн реки Левуо в окрестностях посёлка Палевене в Купикшском районе в Литве)
- Малейсине, Maleysine (ныне в окрестностьях Нолишкис в Утенском уезде на территории древний Налши, или в окрестностьях Малейшай в Аникщяйском районе в Литве)
- Товраксте или Таурагне, Thovraxe, Thowraggen (ныне левый берег Даугавы Даугавпилсского края и Даугавпилса и Каплавская волость в Латвии, Утенский уезд включая окрестности озера Таурагнас в Литве, возможно и прилегающие земли Верхнедвинского района в Белоруссии)

## Селония и Литва

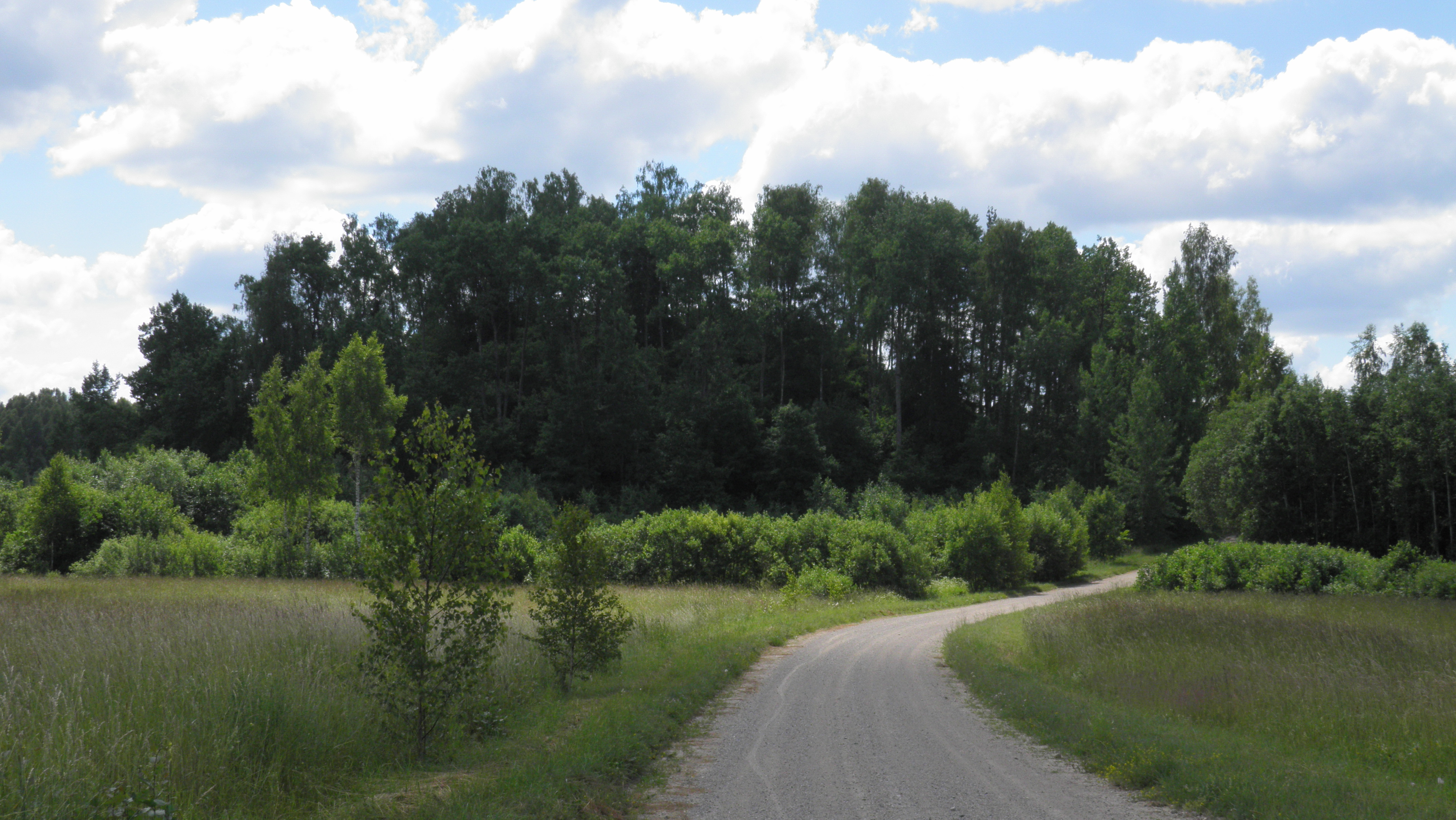
Пормалью Судрабкалнс — одно из трёх городищ селов в волости с историческим названием Селпилс (в перев. с латыш. и лит. «замок селов»).

Несмотря на близость православного Полоцкого княжества, в Селонии и в начале XΙΙΙ века полностью господствует языческое вероисповедание. Ливонская рифмованная хроника сообщает: «они [ливы] граничили с землей селов, также в язычестве упорных». Очевидно, земли селов находились под сильным как политическим, так и религиозным влиянием языческой Литвы. Одна из центральных городищ селов Селпилс «всегда и при отступлении и при наступлении служил им [литовцам] убежищем».
В 1255 году король Литвы Миндовг подарил местру Ливонского ордена некоторые из Селонских земель. С 1244 и как минимум до 1255 над частью селов и аукштайтев правил Милгерин. В Нальщанском княжестве, где селы также проживали с аукштайтами, с 1242 до около 1260 года правил родственник Миндовга Лугвен.
Косвенным доказательством исторической близости обеих балтских территорий служит похожие названия областей. В латышском языке Селонию также называет словом Аугшземе (от латышск. augsts — «верхний», «верхняя земля»), там проживающих жителей «аугшземниеки», а селонские выговоры латышского языка принадлежат к диалекту аугшземниеков (augšzemnieku dialekts). Такое же значение имеет название этнографической области в Литве Аукштайтия (от лит. aukštas — «верхний», «верхняя земля»), в состав которой ходила часть Селонии.

## Селония и Герсика
Ливонская рифмованная хроника (строчки 00337 по 00342) гласит, что селы тоже язычники, им нравы незнакомы, идолами их земля переполнена, и зла те творят без конца, за границами селонской земли, земля летов (латгалов) находиться.
Правитель этой «земли летов» в XΙΙΙ — герсикского княжества — Висвалдис был женат на дочери литовского правителя Даугерута, и являлся их союзникам в войне против Риги и Полоцка. Так как Селония находилась между владениями двух близких друзей и родственников, следует вывод, что отношения селов и жителей Герсики тоже были дружеские.
Об влиянии Герсики на земли селов свидетельствует события 1209 года — после внезапного нападения крестоносцев на Герсику, Висвалдис со свитой успевает переправиться через Даугаву и найти убежище в Дигнайском городище. Дигная, служившая форпостом Герсики, находилась на территории Селонии и являлась одним из культурных центров древних селов. Раскопки 1939 года свидетельствует, что в XI веке Дигнаю покорила Герсика, в начале XΙΙΙ века в там жили латгалы.
Материальная культура и артефакты селов имеют много общего с латгальской. Селов, которые жили на правом берегу Даугавы в восточной Видземе, с VΙ — VΙΙ столетия ассимировали латгалы. Данные археологии и письменные источники позволяет сделать вывод, что и в северной Селонии процесс летизации начался ещё до Ливонского крестового похода.

## Крещение северной Селонии

### Походы против Селонии
В 1208 году «большое войско» епископа Альберта, состоявшее из крестоносцев, Талавских латгалов и ливов, окружило замок селов Селпилс. Главной целью было подчинение своему контролю это важное городище на водном пути Даугавы. Предлогом послужил союз селов с литовцами. После многодневной осады, сжигая деревни селов и «не давая осаждённым передышки ни днём, ни ночью», Селпилс пал. Селов заставили креститься, дать заложников и отказаться от союза с литовцами. Селпилс на левом берегу Даугавы стал главной опорной базой для будущих военных походов крестоносцев на Литву через Селонию. Однако Даугава ещё долго служила естественной границей между Ливонией и Литве подчинённым территориям, и укрепиться в этом лесами богатом краю на левом берегу Даугавы могли лишь постепенно.
В 1235 году орден Меченосцев под руководством местра Фольквина через Селонию вторгся в Налшу. В 1244 году крестоносцы во главе местром Дитрихом переправились на левый берег Даугавы и второй раз вторглись в Налшу, опустошая и часть земель селов.

### Селонское епископство

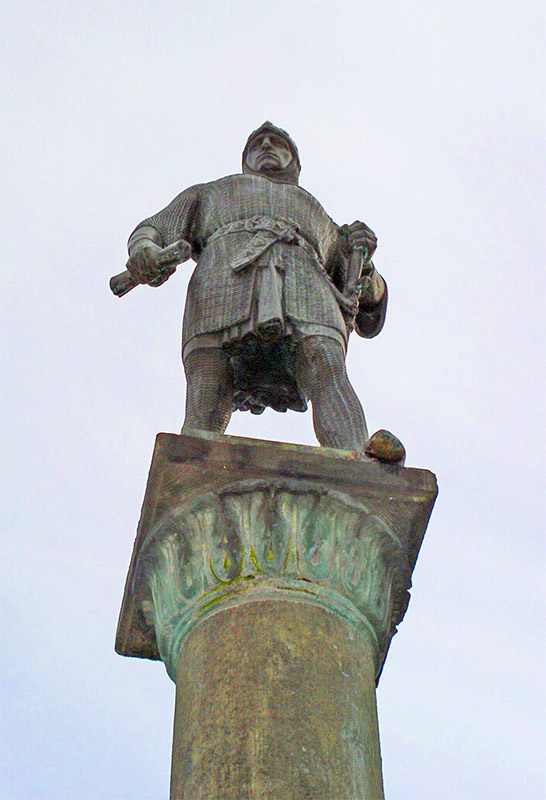
Памятник первому епископу Селонии Бернгарду из Липы в его родине Липпштадте.

Селонское епископство (episcopatus Seloniensis) было создано для обращения в католичество жителей левого берега Даугавы. Территория охватывала часть восточной Земгалии от Межотненского городища на западе до Бабитского городища в низовьях Лиелупе (Юрмала) на севере. В Селонии восточная граница доходила примерно до речки Эглайне (Илукстский край). Про южные границы епископата сведения отсутствуют.
- Летом 1218 года с одобрением Папы Римского одного из влиятельнейших крестоносцев, аббата Бернгарда из Липы повысили в должности епископом Селонии с креслом епископа в Селпилсе.
- Летом 1219 года епископ Селонии готовился перевести резиденцию из Селпилса на Межотне, однако из за нападения земгалов это не удалось. Кажется, Бернгард со своими монахами капитула основном пребывали в Риге, где для них было построено отдельное здание.
- 25 октября 1219 года Папа Римский Гонорий III утвердил установленные рижским епископом Альбертом границы Селонского епископства.
- 30 апреля 1224 года Бернгард умирает, по разным данным в Межотне или в Селпилсе.
- Летом 1224 года, превысив свои полномочия, Альберт новым епископом Селонии назначает Ламберта. 14 ноября 1224 года Папа Римский утвердил границы его епископства.
- В 1226 году Альберт с согласии уполномоченного от Папы Римского Вильгельма из Модены решил об ликвидации Селонского епископства. Селонию позже присоединили к Рижскому епископству, а Ламберту предоставили ещё незавоеванные земгальские земли, где основали Земгальское епископство. Доходы Селонии пока оставили Ламберту. С этим актом Селонское епископство прекратила существовать.

## Раздел между Орденом и архиепископом
23 мая 1254 года Папа Римский Иннокентий IV утвердил договор Ливонского ордена с князем Полоцка Константином о том, что он отказывается от следующих городищ и там находящихся посёлков (на латинском castra seu municiones et eorum villas): Алектены, Калвы, Медены и Ницгалы. Кажется, старейшины этих земель раньше находились в подчинении Герсики и Нальщан, а после того, когда правитель литовской Нальщи Товтивил стал князем Полоцка, стали рассматривать их вассалами.
Октябре 1255 года Миндовг, в знак благодарности Тевтонскому ордену за посредничество с Римским Папой, который короновал его первым королём Литвы, а также из за обещанной защиты даровал местру Ливонского ордена и его рыцарям землю, которую зовут Селонской землёй (на латинском: terram, que Selen dicitur) со следующими городищами: Медены, Пелоны, Малейсины и Таурагны. До этого эта часть Селонии находилась в подчинении Миндовга.
Названия этих мест находится также в подтверждении Папы Римского Александра IV от 1257 года.
В октябре рижский архиепископ Альберт, капитул думы и магистр Тевтонского ордена договорились об решений разных спорных вопросов следующим образом:
- 1. одна треть места Герсикского замка (locus castri in Gerzeke) со всеми ей принадлежащими землями, с десятиной и всеми светскими судами будет принадлежать ордену, оставляя архиепископу только спиритуалии;
- 2. также ордену приходится одна треть Селонской земли, к тому же одна треть земли Айзкраукльского замка (castrum Ascrad) присоединяемы к одной трети этого [орденского] замка;
- 3. в свою очередь [селонская] земля Кокнесского замка присоединяема к двум третям [архиепископу] данного замка, но с условием, что монахини Рижского [цистерцианского монастыря Марии Магдалины] сохраняют ту чересполосицу, которая одну миль длины и ширины и находиться напротив Кокнесы в земле селов между частями архиепископа и ордена.
- 7. также капитул думы сохраняет свои земли в Курсе, килигундах Дундаги и Таргалы, зато отказывается от всех требований на десятину в [селонской] земле Калвес.